# Koppa, Tiptur
Koppa là một làng thuộc tehsil Tiptur, huyện Tumkur, bang Karnataka, Ấn Độ.